# Shawan (köpinghuvudort i Kina, Zhejiang Sheng, lat 27,85, long 119,47)
Shawan (kinesiska: 沙湾镇) är en köpinghuvudort i Kina. Den ligger i provinsen Zhejiang, i den östra delen av landet, omkring 270 kilometer söder om provinshuvudstaden Hangzhou. Antalet invånare är 5 987. Befolkningen består av 2 819 kvinnor och 3 168 män. Barn under 15 år utgör 13,0 %, vuxna 15-64 år 65 %, och äldre över 65 år 21,0 %.
Runt Shawan är det ganska tätbefolkat, med 78 invånare per kvadratkilometer. Närmaste större samhälle är Longnan, 19,1 km nordväst om Shawan. I omgivningarna runt Shawan växer i huvudsak blandskog.
Genomsnittlig årsnederbörd är 2 328 millimeter. Den regnigaste månaden är juni, med i genomsnitt 383 mm nederbörd, och den torraste är januari, med 67 mm nederbörd.